# Asahi Linux
Asahi Linux és un projecte de portabilitat per desenvolupar suport per a Linux al maquinari d'Apple, específicament Macs amb silici d'Apple, que els permet executar sistemes operatius alternatius a més de macOS. El projecte de disseny de programari es va iniciar i està liderat per Hector Martin. Els treballs van començar a principis del 2021, uns mesos després que Apple anunciés formalment la transició al silici d'Apple. Va seguir un llançament alfa inicial el 2022. El projecte s'ha fet difícil per la manca de documentació disponible públicament del firmware propietari d'Apple.
Poc després que Apple anunciés la seva transició dels processadors Intel x86 a finals de 2020, el creador de Linux, Linus Torvalds, va expressar interès pel suport de Linux per a l'Apple M1 Mac, però va pensar que la feina per fer-ho possible va necessitar massa temps perquè ell assumís personalment el necessari pel desenvolupament de programari.
Actualment, Asahi Linux es considera programari alfa. Pot mostrar una interfície d'usuari gràfica i té suport inicial per a l'acceleració gràfica, amb controladors OpenGL inicials que s'han implementat per a totes les GPU dels xips de la sèrie M d'Apple. Això ha implicat la creació de controladors de dispositiu per a la GPU propietat d'Apple Silicon des de zero. La sortida de vídeo HDMI només s'admet a l'Apple silicon Mac mini, i no hi ha suport per a la sortida de vídeo Thunderbolt als Apple Silicon MacBook.